# Non Sequitur (Star Trek: Voyager)
„Non Sequitur” este al 5-lea episod din al doilea sezon al serialului TV american SF Star Trek: Voyager. A avut premiera la  25 septembrie 1995 pe canalul UPN.

## Prezentare
Harry Kim se trezește în San Francisco secolului 24 fără vreo dovadă a prezenței sale pe Voyager.

## Rezumat
Harry Kim se află la bordul unei navete, care tremură violent. În timp ce ia legătura cu Voyager, căpitanul Janeway încearcă să-l teleporteze, dar el se trezește pe Pământ în San Francisco, lângă iubita sa, Libby, de care îi era tare dor. Data stelară este aceeași cu cea de unde a plecat, dar viața lui este complet diferită: Harry își păstrează amintirile din timpul petrecut pe Voyager, totuși nu există dovezi că ar fi fost vreodată prezent la bord. Kim constată că i s-a refuzat un post pe Voyager și apoi a preluat o misiune lucrând la centrul de dezvoltare a navetelor de la sediul Flotei Stelare.
După ce a părăsit o ședință cu amiralii centrului din cauza unei „boli”, el caută orice explicație pentru situația sa actuală. Harry își folosește cunoștințele despre codurile de securitate ale lui Voyager pentru a obține informații clasificate de pe nava sa. Kim își dă seama că a schimbat cumva locul cu prietenul său Daniel Byrd. În timp ce parcurge lista echipajului, Kim observă că nici Tom Paris nu este inclus în echipajul Voyager. Află că acesta locuiește acum în Marsilia, Franța, după eliberarea sa condiționată și merge acolo pentru a încerca să-i ceară ajutor pentru a afla ce i s-a întâmplat. Paris îi spune lui Kim că și-a pierdut locul de „consilier” pe Voyager după ce Odo l-a arestat pentru că s-a luptat cu un Ferengi înainte de plecarea navei Voyager - o luptă pe care Kim a împiedicat-o în episodul pilot.
La întoarcerea sa la San Francisco, Kim este reținut de ofițeri de securitate și dus la sediul Flotei Stelare pentru interogări din cauza accesului neautorizat la dosarele restricționate și a asocierii sale recente cu Paris. Kim este suspectat că este un spion maquis și îi este atașată la picior o cheie de securitate pentru a-i urmări mișcările. Descoperă că un accident al navetei sale l-a făcut să cadă într-un flux temporal și să intre într-o cronologie în care nu a făcut niciodată parte din echipajul Voyager. Un extraterestru care se află deasupra acestor fluxuri temporale (și pe care rasa sa le studiază) îi spune lui Kim că, dacă recreează cu precizie condițiile accidentului, s-ar putea să revină la propria sa realitate, dar există un risc considerabil. Harry încearcă să-și scoată cheia de securitate, dar declanșează o alarmă care avertizează Flota Stelară. Paris vine în ajutorul lui Kim și îl salvează. Fură o navetă și recreează accidentul cu câteva momente înainte de a fi distruși de o navă a Federației care îi urmărește. Imediat Kim se întoarce la propria realitate și se bucură să constate că totul este așa cum își amintește.

## Actori ocazionali
- Louis Giambalvo - Cosimo
- Jennifer Gatti - Libby
- Jack Shearer - Admiral Strickler
- Mark Kiely - Lieutenant Lasca

## Producție
Episodul este parțial filmat pe același platou folosit ca New Orleans în Star Trek: Deep Space Nine și a refolosit filmări vechi din Star Trek IV: Călătoria acasă și din episodul Star Trek: Generația următoare „Relicve”.